# Roman Amoan
Roman Amoan (nat el 3 de setembre de 1983) és un lluitador armeni que guanyà la medalla de bronze en la categoria de lluita grecoromana masculina de 55 kg durant els Jocs Olímpics d'Estiu 2008 a Pequín i va rebre el títol honorífic de mestre dels esports d'Armenia en 2009.